# Crustoderma vulcanense
Crustoderma vulcanense är en svampart som först beskrevs av Gilb. & Adask., och fick sitt nu gällande namn av Gilb. & Nakasone 2003. Crustoderma vulcanense ingår i släktet Crustoderma och familjen Meruliaceae.   Inga underarter finns listade i Catalogue of Life.